# Tvorchi
TVORCHI — украинский электронный музыкальный дуэт из Тернополя, основанный в 2018 году саунд-продюсером Андреем Гуцуляком и вокалистом Джеффри Кенни. С украинского языка «творчі» переводится как «творческие». Исполняют песни на украинском и английском языках. Дискография насчитывает четыре студийных альбома: «The Parts» (2018), «Disco Lights» (2019), «13 Waves» (2020) и «ROAD» (2021). Представители Украины на конкурсе песни «Евровидение-2023», занявшие шестое место.

## История

### Первые альбомы:The PartsиDisco Lights
Андрей Гуцуляк и Джеффри Кенни познакомились на улице случайно, когда Гуцуляк подошёл к Кенни, чтобы проверить свой уровень английского языка и пообщаться. Знакомство переросло в сотрудничество, где Гуцуляк стал музыкальным продюсером, а Кенни — автором текстов и вокалистом. Оба учились на фармацевтическом факультете Тернопольского национального медицинского университета имени И. Я. Горбачевского.
30 мая 2017 года свет увидел первый сингл группы под названием «Slow». 4 сентября того же года вышел второй сингл «You».
2 февраля 2018 года группа представила свой дебютный альбом, получивший название «The Parts». 20 сентября 2018 года группа выпустила видеоклип на песню «Молодість».

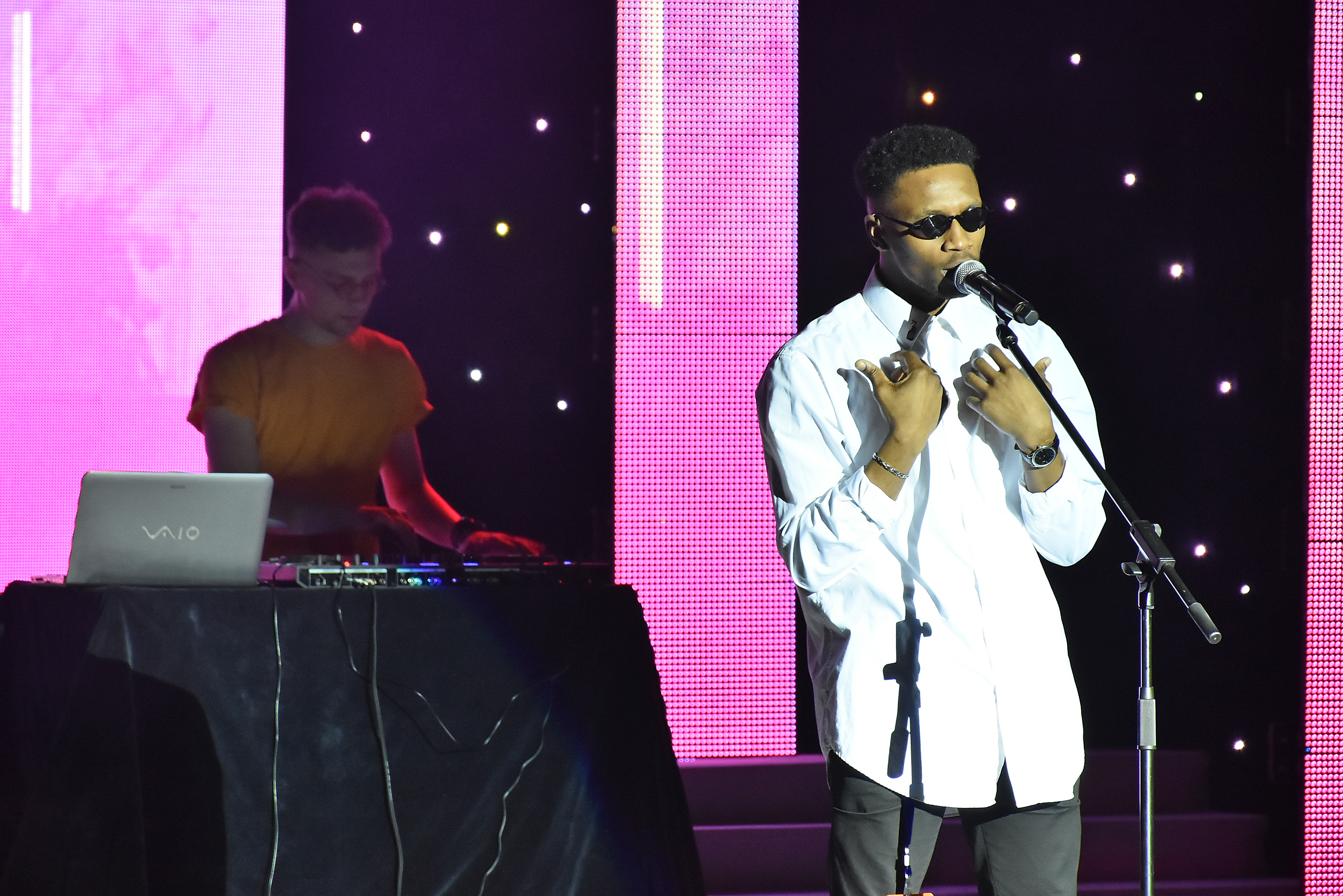
Выступление на конкурсе «СтудМисс ТГМУ 2019» в Тернопольском театре им. Т. Г. Шевченко

14 февраля 2019 года вышел второй альбом «Disco Lights». 21 февраля группа выпустила видеоклип на песню «Believe». По словам ребят, бюджет съёмки составил 100 долларов США. В течение нескольких дней видео набрало 400 тысяч просмотров на YouTube, а сама песня занимала 9-е место в чартах Google Play на территории Украины. Летом того же года группа выступала на музыкальных фестивалях «Файне місто» (Тернополь), Atlas Weekend (Киев) и Ukrainian Song Project (Львов). 9 сентября группа выпустила сингл «#не_танцюю», а 16 сентября — музыкальное видео к нему.

### Участие в отборе на Евровидение и третий альбом13 Waves
31 января 2020 TVORCHI презентовали песню «Bonfire», посвящённую проблемам экологии, — и с ней приняли участие в Национальном отборе на «Евровидение 2020» и прошли в финал. В день финала отбора группа представила музыкальное видео на конкурсную композицию, режиссёром которого выступил Максим Гетьман. «Bonfire» стала самой популярной украинской песней 2020 года на европейской платформе Deezer. 12 месяцев трек возглавлял топ-чарты платформы. 7 мая на YouTube-канале группы и в программе «ДК Премьер» на телеканале М1 состоялась премьера музыкального видео на песню «Мова тіла» из второго студийного альбома «Disco Lights». Видеоработа, режиссёром которой стал Андрей Лагутин, была снята осенью 2019 года в Киеве.
31 мая 2020 года музыкальная премия «Золотая Жар-птица» (11-я церемония вручения) — победа TVORCHI в номинации «ИНДИ».
25 сентября 2020 года премьера видеоклипа на лид-сингл из альбома «13 Waves» — «Living My Life». Режиссёр работы — Дмитрий Дорош.
В сентябре 2020 года TVORCHI выпустили третий альбом «13 Waves», запись которого проходила дистанционно из-за пандемии COVID-19 на Украине. Пластинка получила более двух миллионов прослушиваний на музыкальных платформах за первую неделю с даты релиза. 19 декабря 2020 года артисты стали победителями музыкальной онлайн-премии «Culture Ukraine» в двух номинациях: «Лучший новый артист», а также «Англоязычный сингл» с хитом — «Bonfire».

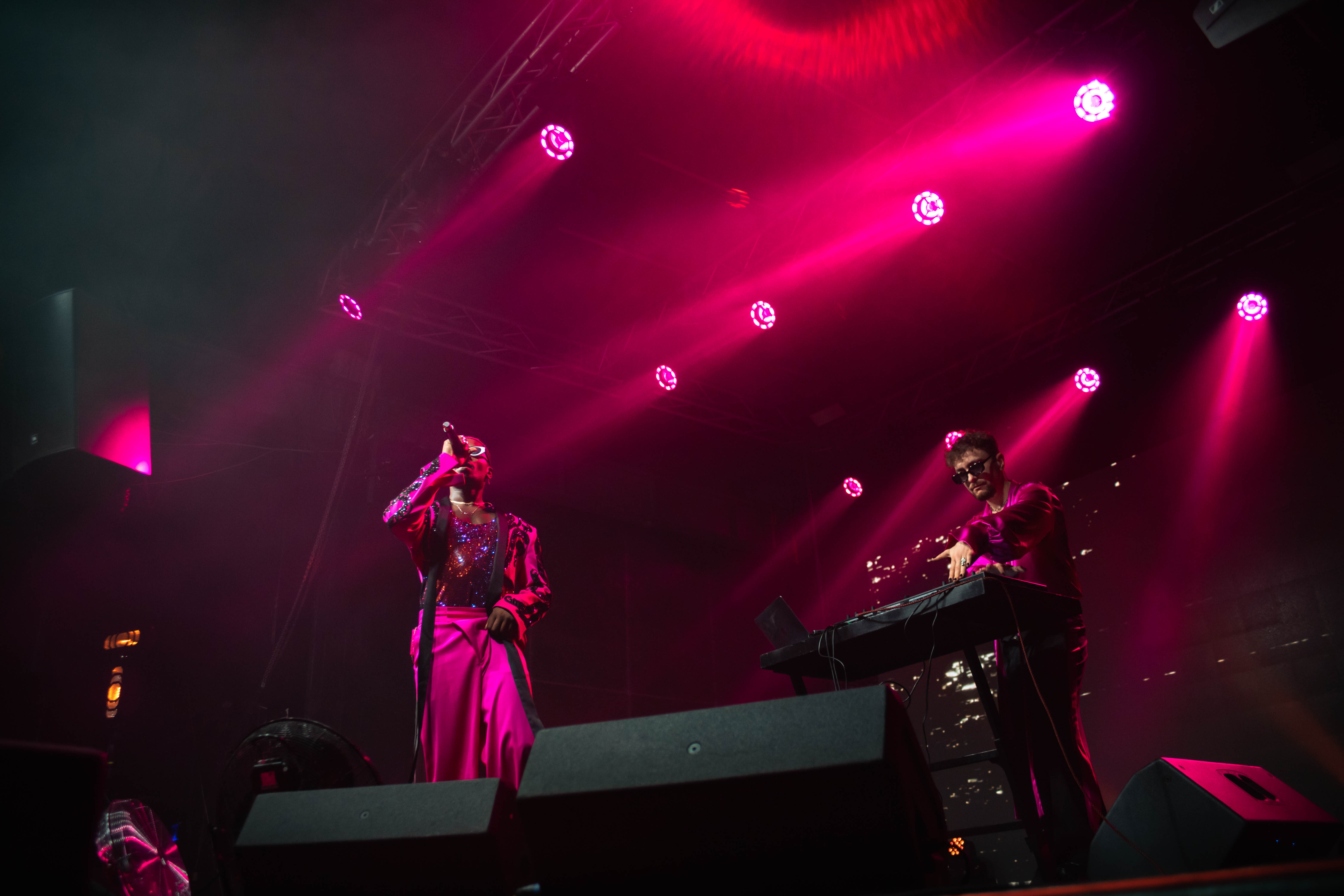
TVORCHI Ukrsongroject 2022 Gdansk

### Премия YUNA-2021
Украинская музыкальная премия YUNA состоялась 12 мая в Национальном дворце искусств «Украина». Музыкальный дуэт Андрея Гуцуляка и Джеффри Кенни победил в номинациях «Лучшая поп-группа», «Лучший альбом» и «Лучший электронный хит».

### Премьера альбомаRoadи Евровидение

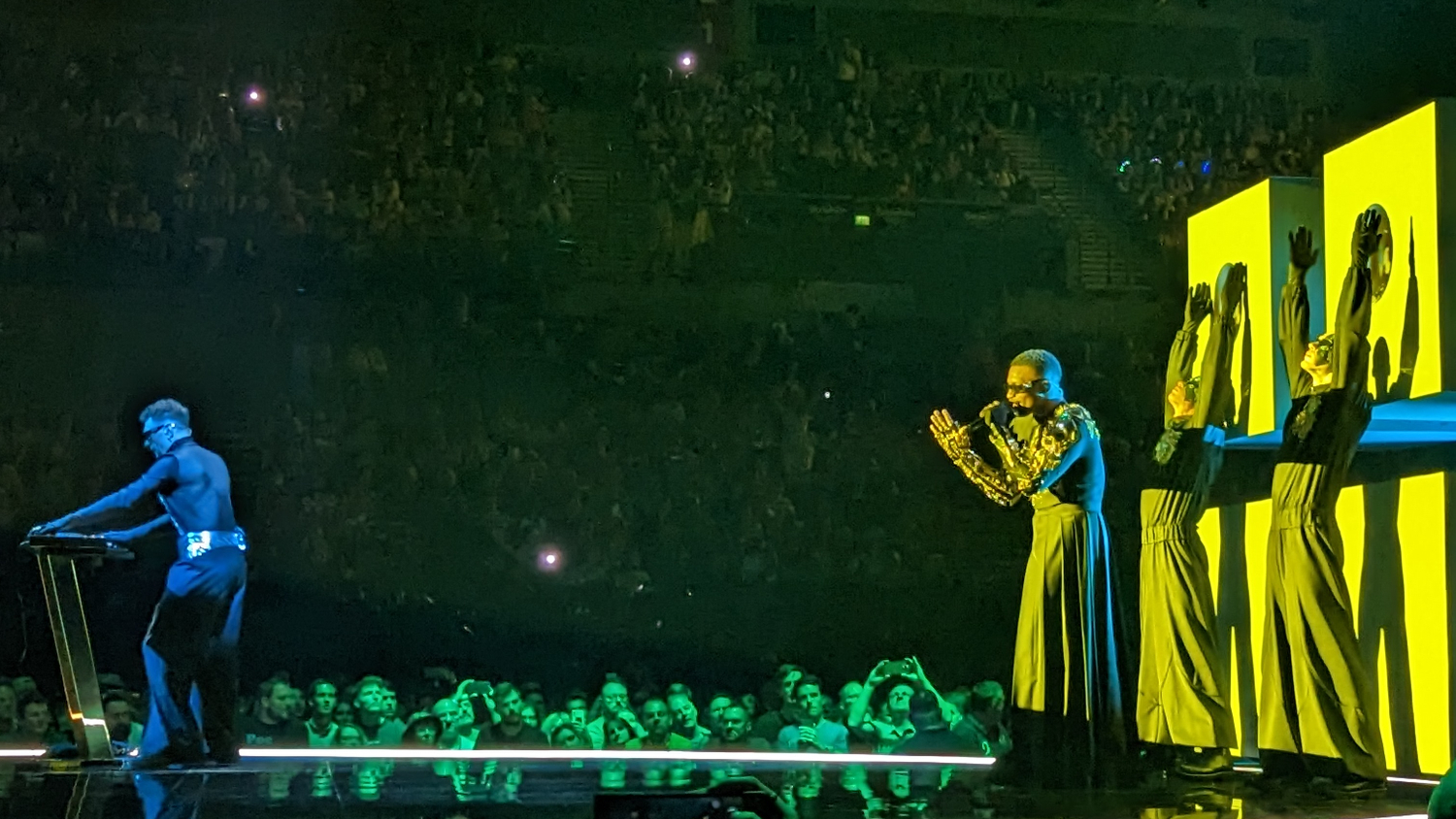
TVORCHI на песенном конкурсе «Евровидение-2023»

10 сентября 2021 года музыкальный дуэт презентовал свой четвёртый альбом «ROAD» на всех музыкальных платформах, все песни в альбоме были вдохновлены гастролями молодых исполнителей в разные города Украины.
В июле 2022 года группа получила две премии YUNA за «Лучшее концертное шоу» и «Лучшую песню на другом языке» («Falling»).
17 декабря 2022 года дуэт победил в финале национального отбора участников «Евровидения-2023», презентовав песню «Heart of Steel» — про «силу и несгибаемых людей». На конкурсе песни в Ливерпуле группа смогла занять 6-е место, получив 54 балла от жюри и 189 баллов от зрителей.
В июне 2023 года выпустили совместную композицию и клип «Мрійники» с рок-группой The Hardkiss. 23 августа 2024 года Klavdia Petrivna и группа Tvorchi анонсировали песню «Орбіти».

## Дискография

### Студийные альбомы
- 2018: The Parts
- 2019: Disco Lights
- 2020: 13 Waves
- 2021: ROAD

### Мини-альбомы
- 2022: Heart of Steel

### Синглы
- 2017: «Slow»
- 2017: «You»
- 2019: «#не_танцюю»
- 2020: «Bonfire»
- 2020: «Мова тіла»
- 2020: «Living My Life»
- 2021: «Віч-на-віч»
- 2021: «Falling»
- 2022: «Боремося»
- 2022: «Вимкни телефон»
- 2022: «Heart of Steel»
- 2023: «Разом»
- 2023: «I Can't Stop»
- 2023: «Hidden Code»
- 2024: «Два озера повні сліз»

## Видеография
| Год  | Название            | Альбом       | Режиссёр                               |
| ---- | ------------------- | ------------ | -------------------------------------- |
| 2018 | «Молодість»         | The Parts    | Morris Ternevich                       |
| 2019 | «Believe»           | Disco Lights | Андрей Оболончик                       |
| 2019 | «#не танцюю»        | Без альбома  | Кирилл Сулыга                          |
| 2020 | «Bonfire»           | 13 Waves     | Максим Гетьман                         |
| 2020 | «Мова тіла»         | Disco Lights | Андрей Лагутин                         |
| 2020 | «Living My Life»    | 13 Waves     | Дмитрий Дорош                          |
| 2021 | «Віч-на-віч»        | Без альбома  | Кирилл Сулыга                          |
| 2021 | «Falling»           | Без альбома  | Андрей Лагутин                         |
| 2021 | «Іди сюда»          | ROAD         | Екатерина Бондаренко Богдан Рагульский |
| 2021 | «Alive»             | ROAD         | Екатерина Бондаренко Богдан Рагульский |
| 2021 | «Dance On The Beat» | ROAD         | Екатерина Бондаренко Богдан Рагульский |
| 2021 | «Code»              | ROAD         | Екатерина Бондаренко Богдан Рагульский |
| 2021 | «Troublemaker»      | ROAD         | Екатерина Бондаренко Богдан Рагульский |
| 2021 | «Crush»             | ROAD         | Екатерина Бондаренко Богдан Рагульский |
| 2021 | «Loco»              | ROAD         | Екатерина Бондаренко Богдан Рагульский |
| 2021 | «Electrify»         | ROAD         | Екатерина Бондаренко Богдан Рагульский |

## Награды и премии
| Год  | Премия              | Номинация                    | Результат | Ис.    |
| ---- | ------------------- | ---------------------------- | --------- | ------ |
| 2020 | «Золотая жар-птица» | Инди                         | Победа    | [ 33 ] |
| 2021 | «YUNA»              | Лучшая поп-группа            | Победа    | [ 34 ] |
| 2021 | «YUNA»              | Лучший альбом                | Победа    | [ 35 ] |
| 2021 | «YUNA»              | Лучший электронный хит       | Победа    | [ 36 ] |
| 2022 | «YUNA»              | Лучшее концертное шоу        | Победа    | [ 29 ] |
| 2022 | «YUNA»              | Лучшая песня на другом языке | Победа    | [ 29 ] |